# Gallego
Francisco Fernández Rodríguez (bedre kendt som Gallego) (født 4. marts 1944 i Puerto Real, Spanien) er en spansk tidligere fodboldspiller (midterforsvarer) og europamester med Spaniens landshold. 
Gallego spillede på klubplan for henholdsvis Sevilla og FC Barcelona, og nåede i alt mere end 400 kampe i La Liga. Hos FC Barcelona var han med til at vinde både det spanske mesterskab, pokalturneringen Copa del Rey samt UEFA's Messeby-turnering.
For det spanske landshold optrådte Gallego 36 gange. Han debuterede for holdet under VM 1966 i England i en gruppespilskamp mod Argentina. Han var med i i alle Spaniens tre kampe i turneringen, der endte med exit efter det indledende gruppespil. To år forinden var han også med i den spanske trup, der blev europamester ved EM på hjemmebane, uden dog at komme på banen.

## Titler
La Liga
- 1974 med FC Barcelona

Copa del Generalísimo
- 1968 og 1971 med FC Barcelona

Messeby-turneringen
- 1966 og 1971 med FC Barcelona

EM
- 1964 med Spanien